# Perieres (filho de Éolo)
Perieres, é um personagem que aparece nas genealogias da mitologia grega.
Na versão de Pseudo-Apolodoro, ele é um dos sete filhos de Éolo e Enarete. Ele tomou posse da Messênia, se casou com Gorgófona, filha de Perseu (e Andrômeda), com quem teve quatro filhos: Afareu, Leucipo, Tíndaro e Icário (segundo Pausânias, seus filhos com Gorgófona são Afareu e Leucipo).
Perieres tornou-se rei da Messênia quando acabaram os descendentes de Polycaon, o que, segundo estimativa de Pausânias, ocorreu cinco gerações após o tempo de Polycaon, e os messênios o chamaram para reinar sobre eles. Ele foi sucedido por seus filhos Afareu e Leucipo, mas Afareu tinha mais autoridade.